# Сеїтовка
Сеїтовка (рос. Сеитовка) — село у Красноярському районі Астраханської області Російської Федерації.
Населення становить 477 осіб (2010). Входить до складу муніципального утворення Сеїтовська сільрада.

## Історія
Населений пункт розташований на території українського етнічного та культурного краю Жовтий Клин. Від 1925 року належить до Красноярського району.
Згідно із законом від 6 серпня 2004 року органом місцевого самоврядування є Сеїтовська сільрада.

## Населення
| 1859 | 2002  | 2010 |
| ---- | ----- | ---- |
| 5224 | ↘1537 | ↘477 |